# Municipio de Beaver (condado de Cowley)
El municipio de Beaver (en inglés: Beaver Township) es un municipio ubicado en el condado de Cowley en el estado estadounidense de Kansas. En el año 2010 tenía una población de 205 habitantes y una densidad poblacional de 2,19 personas por km².

## Geografía
El municipio de Beaver se encuentra ubicado en las coordenadas 37°10′36″N 97°5′30″O / 37.17667, -97.09167. Según la Oficina del Censo de los Estados Unidos, el municipio tiene una superficie total de 93.63 km², de la cual 91,37 km² corresponden a tierra firme y (2,41 %) 2,26 km² es agua.

## Demografía
Según el censo de 2010, había 205 personas residiendo en el municipio de Beaver. La densidad de población era de 2,19 hab./km². De los 205 habitantes, el municipio de Beaver estaba compuesto por el 97,56 % blancos, el 1,46 % eran amerindios, el 0,49 % eran asiáticos, el 0,49 % eran de otras razas. Del total de la población el 0,49 % eran hispanos o latinos de cualquier raza.